# Peña Bolística San Ignacio
La Peña Bolística San Ignacio es una peña de bolo palma fundada en 1969 en Bilbao. Es una de las pocas peñas del País Vasco que han llegado a militar en la máxima categoría del bolo palma, la Liga Nacional de Bolos (las otras peñas fueron la Montañesa de Ermua, Casa de Cantabria de Éibar y Santutxu de Bilbao).

## Historia
La PB San Ignacio nace en 1969, fundada por emigrantes cántabros en Vizcaya. Durante sus primeros años de existencia siempre estuvo eclipsada por las peñas de Santutxu y Ermua en la liga regional vizcaína. Es a finales de los 90 cuando San Ignacio logra sus mayores logros deportivos: en 1995 gana el Campeonato de Vizcaya y en 1996 logra el campeonato regional y el derecho a jugar la promoción de ascenso a Liga Nacional; tras ganar la promoción debuta en la máxima categoría en la temporada 1997, aunque no pueden evitar el descenso ese mismo año al acabar undécimos. El año 2002 San Ignacio vuelve a jugar la promoción de ascenso, logrando el segundo puesto por detrás de Riotuerto y ascendiendo. La temporada 2003 finaliza colista (12º) en la Liga y desciende de nuevo. Vuelve a jugar y a ganar la promoción en 2004, y en 2005 finaliza penúltimo (13º, puesto que se había ampliado la Liga) descendiendo de nuevo; sin embargo el segundo equipo juega la promoción y asciende. Esta situación se repetiría en 2006, 2007 y 2008, que sería su último año en la máxima categoría. Tras la ruptura entre la Federación Cántabra y la Española San Ignacio pasa a disputar la 1ª categoría regional de Cantabria (categoría inmediatamente inferior a la Liga APEBOL), aunque por problemas económicos no acaba la temporada y se retira, siendo castigada con el descenso de categoría.

## Palmarés
- 6 participaciones en la Liga Nacional de Bolos: 1997, 2003, 2005, 2006, 2007 y 2008.
- Mejor clasificación: 11º (1997).